# Der Faule und der Fleißige
Der Faule und der Fleißige ist ein Märchen. Es stand in den Kinder- und Hausmärchen der Brüder Grimm nur im zweiten Teil der 1. Auflage von 1815 (da Nr. 33) an Stelle 119 (KHM 119a).

## Inhalt
Zwei Handwerksburschen wollen immer zusammenbleiben, doch der eine wird umtriebig und faul, der andere fleißig. Eines Abends sieht der Fleißige den Faulen nachts unter einem Galgen liegen. Er bedeckt ihn mit seinem Mantel und bleibt dabei. Er hört zwei Raben. Einer sagt „Gott ernährt“, der andere „thu darnach“. Der erste fällt herab, der zweite versorgt ihn. Die Handwerksburschen nehmen die Raben mit. Die Tochter ihres Hausherrn verliebt sich in den immer geputzten Raben und küsst ihn, worauf er ein Mann wird. Er erzählt, sie hätten beide ihren Vater beleidigt, der habe sie verwandelt. Den anderen Raben küsst niemand, bis er stirbt. Das ist dem faulen Burschen eine Lehre.

## Herkunft und Vergleiche
Grimms Anmerkung notiert „Aus der Schwalmgegend“ (wohl von Ferdinand Siebert), und dass die Erlösung durch einen Kuss oft in Sagen vorkommt.
Zur Verwünschung in Raben durch den Vater vgl. KHM 25 Die sieben Raben, zur Erlösung Varianten zu KHM 1 Der Froschkönig oder der eiserne Heinrich. Relativ ähnliche Grimms Märchen sind auch KHM 107a Die Krähen, KHM 107 Die beiden Wanderer, KHM 120 Die drei Handwerksburschen. Vgl. Basiles Die beiden Brüder.